# 上海大学中欧工程技术学院
上海大学中欧工程技术学院（法語：Université de technologie sino-européenne de l'université de Shanghai，缩写：UTSEUS）是由上海大学和法国UT技术大学集团合办的一所工程师学校，成立于2006年。学校位于上海大学宝山校区。

## 提供课程

### 培养模式
4+2.5模式
- 本科

颁发上海大学本科文凭 + 法国工程师文凭。
- 硕士

颁发上海大学本科文凭+中法双硕士文凭+法国CTI认证。

### 专业
学校共设置四个专业：
本科专业
- 材料科学与工程(Matériaux)

- 机械工程(Mécanique)

- 信息工程(Informatique)

- 生物工程(Biologie)

硕士专业
- 电子信息

## 知名校友
何晨伟，2005级机械工程专业学生，2017年回国，法国Polytech d'Orleans工程师，博士毕业于法国国家科学研究中心（CNRS），目前任职于深圳中广核集团，担任中广核集团（CGN）-法国替代能源与原子能署（CEA）办公室主任、科技部国家重点研发计划项目首席科学家。2017年出版法国大众文化书籍——以蜗牛和雄鸡之名（上海三联书店出版社）；

## 合作院校
法国技术大学集团：
特鲁瓦工程技术大学

贡比涅技术大学

贝尔福-蒙贝利亚尔技术大学

巴黎市立工程师学校